# 429
Cette page concerne l'année 429  du calendrier julien. Pour l'année 429 av. J.-C., voir 429 av. J.-C. Pour le nombre 429, voir 429 (nombre).
L'année 429 est une année commune qui commence un mardi.

## Événements
- Janvier : l'avocat Eusèbe fait une protestation contre le patriarche de Constantinople Nestorius, au nom des catholiques[1].
- 25 mars, Annonciation : sermon de Proclus, évêque titulaire de Cyzique, qui défend la qualité de Marie comme mère de Dieu ; réponse de Nestorius soutenant qu'on ne doit pas dire que le verbe divin soit né de Marie[1].
- Mai, Julia Traducta[2] : 80 000 Vandales et Alains, dont 15 000 soldats, conduits par leur roi Genséric (Gaiséric) traversent le détroit de Gibraltar pour passer en Afrique romaine[3]. Selon les chroniqueurs de l'empire d'Orient (Jordanès), le comte Boniface, alors en révolte contre Galla Placidia, aurait été l'instigateur de leur passage en Afrique[4].
  - Boniface, inquiet du succès des Vandales, cherche à limiter le dommage par la cession de la Maurétanie. Genséric refuse de s’arrêter. Il dévaste la Numidie et une partie de la Proconsulaire. Il dépasse Hippone et tente sans succès de prendre Carthage, puis revient sur ses pas et met le siège devant Hippone[5].
  - Les tribus réunies des Vandales et des Alains comptent 80 000 âmes. La population romaine en Afrique est alors de 7 à 8 millions d’habitants[6].
- 1er novembre :  le chef suève Heremigarius se noie dans le Guadiana lors de la guerre contre les Vandales, après avoir pillé à Mérida la basilique de la martyre Eulalie[7].
- Automne[8] : Aetius est révoqué et rappelé de Gaule en Italie. Il est nommé magister militum et utriusque militiae de l'empire d'Occident pour le neutraliser momentanément[9]. Flavius Felix (consul 428) est élevée à la dignité de patrice.

- Raid du roi Tabghatch de Chine du Nord Tuoba Tao (T'o-pa T'ao) dans le Gobi contre les Ruanruan[10]. Ils doivent livrer leurs chevaux, leurs bœufs, leurs moutons et leurs chariots.
- Oktar, frère et chef de guerre du roi des Huns Rugas, attaque les Burgondes sur la rive droite du Rhin. Il meurt pendant la campagne (429-430)[9].

- Germain d’Auxerre et Loup de Troyes sont envoyés par le pape en Grande-Bretagne pour combattre le pélagianisme[11].
- Jean Ier devient patriarche d'Antioche (fin en 442)[12].
- Julien d'Eclane, Célestius et d'autres pélagiens se rendent à Constantinople (428-429) ; Célestius est banni de la ville par l'empereur d'Orient Théodose II. Il reçoit une lettre de consolation du patriarche de Constantinople Nestorius[13].

## Naissances en 429
- Zu Chongzhi, mathématicien et astronome chinois.